# Halowe Mistrzostwa Europy w Lekkoatletyce 1978 – bieg na 60 m mężczyzn
Bieg na 60 metrów mężczyzn – jedna z konkurencji biegowych rozgrywanych podczas halowych lekkoatletycznych mistrzostw Europy w hali Palasport di San Siro w Mediolanie. Eliminacje, półfinały i bieg finałowy zostały rozegrane 11 marca 1978. Zwyciężył reprezentant Związku Radzieckiego Nikołaj Kolesnikow. Tytułu zdobytego na poprzednich mistrzostwach nie bronił Wałerij Borzow ze Związku Radzieckiego.

## Rezultaty

### Eliminacje
Rozegrano 4 biegi eliminacyjne, do których przystąpiło 17 biegaczy. Awans do półfinału dawało zajęcie jednego z pierwszych dwóch miejsc w swoim biegu (Q). Skład półfinałów uzupełniło czterech zawodników z najlepszym czasem wśród przegranych (q).
Opracowano na podstawie materiału źródłowego.
Bieg 1
| Miejsce | Zawodnik            | Czas | Uwagi |
| ------- | ------------------- | ---- | ----- |
| 1       | Wołodymyr Ihnatenko | 6,74 | Q     |
| 2       | Christer Garpenborg | 6,83 | Q     |
| 3       | Ján Chebeň          | 6,91 |       |
| 4       | Vincenzo Guerini    | 6,91 |       |
| 5       | Pierrick Thessard   | 6,95 |       |

Bieg 2
| Miejsce | Zawodnik          | Czas | Uwagi |
| ------- | ----------------- | ---- | ----- |
| 1       | Aleksandr Aksinin | 6,71 | Q     |
| 2       | Bernard Petitbois | 6,76 | Q     |
| 3       | Marian Woronin    | 6,79 | q     |
| 4       | Ronald Desruelles | 6,86 | q     |

Bieg 3
| Miejsce | Zawodnik          | Czas | Uwagi |
| ------- | ----------------- | ---- | ----- |
| 1       | Petyr Petrow      | 6,72 | Q     |
| 2       | Giovanni Grazioli | 6,75 | Q     |
| 3       | Jan Alończyk      | 6,85 | q     |
| 4       | Josep Carbonell   | 6,88 |       |

Bieg 4
| Miejsce | Zawodnik           | Czas | Uwagi |
| ------- | ------------------ | ---- | ----- |
| 1       | Nikołaj Kolesnikow | 6,74 | Q     |
| 2       | Massimo Clementoni | 6,76 | Q     |
| 3       | Gilles Échevin     | 6,84 | q     |
| 4       | Ángel Ibañez       | 6,89 |       |

### Półfinały
Rozegrano 2 biegi półfinałowe, w których wystartowało 12 biegaczy. Awans do finału dawało zajęcie jednego z trzech pierwszych miejsc w swoim biegu (Q).
Opracowano na podstawie materiału źródłowego.
Bieg 1
| Miejsce | Zawodnik           | Czas | Uwagi |
| ------- | ------------------ | ---- | ----- |
| 1       | Nikołaj Kolesnikow | 6,69 | Q     |
| 2       | Aleksandr Aksinin  | 6,70 | Q     |
| 3       | Marian Woronin     | 6,71 | Q     |
| 4       | Massimo Clementoni | 6,78 |       |
| 5       | Gilles Échevin     | 6,78 |       |
| 6       | Ronald Desruelles  | 6,80 |       |

Bieg 2
| Miejsce | Zawodnik            | Czas | Uwagi |
| ------- | ------------------- | ---- | ----- |
| 1       | Petyr Petrow        | 6,75 | Q     |
| 2       | Giovanni Grazioli   | 6,74 | Q     |
| 3       | Bernard Petitbois   | 6,77 | Q     |
| 4       | Christer Garpenborg | 6,78 |       |
| 5       | Wołodymyr Ihnatenko | 6,79 |       |
| 6       | Jan Alończyk        | 6,81 |       |

### Finał
Opracowano na podstawie materiału źródłowego.
| Miejsce | Zawodnik           | Czas |
| ------- | ------------------ | ---- |
| 1       | Nikołaj Kolesnikow | 6,64 |
| 2       | Petyr Petrow       | 6,66 |
| 3       | Aleksandr Aksinin  | 6,73 |
| 4       | Marian Woronin     | 6,75 |
| 5       | Giovanni Grazioli  | 6,75 |
| 6       | Bernard Petitbois  | 6,84 |